# Saison 1986-1987 de la LAH
Saison précédente Saison suivante
La saison 1986-87 de la Ligue américaine de hockey est la 51e saison de la ligue au cours de laquelle treize équipes jouent chacune 80 matchs de saison régulière. Les Americans de Rochester remportent leur cinquième coupe Calder.

## Contexte

### Règlement
La ligue expérimente une nouvelle règle instaurant un point à l'équipe perdant lors de la prolongation. Si deux équipes sont toujours à égalité après la prolongation, elles se  départagent lors d'une séance de tirs de fusillade.

### Changement de franchise
- Les Saints de Saint Catharines déménagent à Newmarket et deviennent les Saints de Newmarket.

## Saison régulière

### Classement
| Clt   | Équipe                       | PJ | V  | D  | N | BP  | BC  | Pts |
| ----- | ---------------------------- | -- | -- | -- | - | --- | --- | --- |
| +001, | Canadiens de Sherbrooke      | 80 | 50 | 28 | 2 | 328 | 257 | 102 |
| +002, | Red Wings de l'Adirondack    | 80 | 44 | 31 | 5 | 329 | 296 | 93  |
| +003, | Golden Flames de Moncton     | 80 | 43 | 31 | 6 | 338 | 315 | 92  |
| +004, | Oilers de la Nouvelle-Écosse | 80 | 38 | 39 | 3 | 318 | 315 | 79  |
| +005, | Mariners du Maine            | 80 | 35 | 40 | 5 | 272 | 298 | 75  |
| +006, | Express de Fredericton       | 80 | 32 | 43 | 5 | 292 | 357 | 69  |

| Clt   | Équipe                  | PJ | V  | D  | N  | BP  | BC  | Pts |
| ----- | ----------------------- | -- | -- | -- | -- | --- | --- | --- |
| +001, | Americans de Rochester  | 80 | 47 | 26 | 7  | 315 | 263 | 101 |
| +002, | Whalers de Binghamton   | 80 | 47 | 26 | 7  | 309 | 259 | 101 |
| +003, | Nighthawks de New Haven | 80 | 44 | 25 | 11 | 331 | 315 | 99  |
| +004, | Bears de Hershey        | 80 | 43 | 36 | 1  | 329 | 309 | 87  |
| +005, | Skipjacks de Baltimore  | 80 | 35 | 37 | 8  | 277 | 295 | 78  |
| +006, | Indians de Springfield  | 80 | 34 | 40 | 6  | 296 | 344 | 74  |
| +007, | Saints de Newmarket     | 80 | 28 | 48 | 4  | 226 | 337 | 60  |

- En gras : qualifiés pour les séries

### Meilleurs pointeurs
| Joueur           | Équipe                       | PJ | B  | A  | Pts | Pun |
| ---------------- | ---------------------------- | -- | -- | -- | --- | --- |
| Tim Tookey       | Bears de Hershey             | 80 | 51 | 73 | 124 | 45  |
| Alain Lemieux    | Skipjacks de Baltimore       | 72 | 41 | 56 | 97  | 62  |
| Brett Hull       | Golden Flames de Moncton     | 67 | 50 | 42 | 92  | 16  |
| Mitch Lamoureux  | Bears de Hershey             | 78 | 43 | 46 | 89  | 122 |
| Ross Fitzpatrick | Bears de Hershey             | 66 | 45 | 40 | 85  | 34  |
| Glenn Merkosky   | Red Wings de l'Adirondack    | 77 | 54 | 31 | 85  | 66  |
| Ray Allison      | Bears de Hershey             | 78 | 29 | 55 | 84  | 57  |
| Bruce Boudreau   | Oilers de la Nouvelle-Écosse | 78 | 35 | 47 | 82  | 40  |
| Serge Boisvert   | Canadiens de Sherbrooke      | 78 | 27 | 54 | 81  | 29  |
| Wes Jarvis       | Saints de Newmarket          | 70 | 28 | 50 | 78  | 32  |

## Séries éliminatoires
Les quatre premiers de chaque division sont qualifiés pour les séries. Toutes les séries sont disputées au meilleur des sept matchs.
- Le premier de chaque division rencontre le quatrième pendant que le deuxième affronte le troisième.
- Les vainqueurs s'affronte en finale de division.
- Les gagnants de chaque moitié de tableau jouent la finale de la coupe Calder[3].

|  | Demi-finales de division | Demi-finales de division | Demi-finales de division | Demi-finales de division |    |            | Finales de division | Finales de division | Finales de division | Finales de division |  |  | Finale de la Coupe Calder | Finale de la Coupe Calder | Finale de la Coupe Calder | Finale de la Coupe Calder |
|  |                          |                          |                          |                          |    |            |                     |                     |                     |                     |  |  |                           |                           |                           |                           |
|  |                          |                          |                          |                          |    |            |                     |                     |                     |                     |  |  |                           |                           |                           |                           |
|  |                          |                          |                          |                          |    |            |                     |                     |                     |                     |  |  |                           |                           |                           |                           |
|  | N1                       | Sherbrooke               | 4                        | 4                        |    |            |                     |                     |                     |                     |  |  |                           |                           |                           |                           |
|  | N1                       | Sherbrooke               | 4                        | 4                        |    |            |                     |                     |                     |                     |  |  |                           |                           |                           |                           |
|  | N4                       | Nouvelle-Écosse          | 1                        | 1                        |    |            |                     |                     |                     |                     |  |  |                           |                           |                           |                           |
|  | N4                       | Nouvelle-Écosse          | 1                        | 1                        | N1 | Sherbrooke | 4                   | 4                   |                     |                     |  |  |                           |                           |                           |                           |
|  |                          |                          |                          |                          | N1 | Sherbrooke | 4                   | 4                   |                     |                     |  |  |                           |                           |                           |                           |
|  |                          |                          | N2                       | Adirondack               | 1  | 1          |                     |                     |                     |                     |  |  |                           |                           |                           |                           |
|  | N3                       | Moncton                  | N2                       | Adirondack               | 1  | 1          | 2                   | 2                   |                     |                     |  |  |                           |                           |                           |                           |
|  | N3                       | Moncton                  |                          |                          |    |            |                     | 2                   |                     |                     |  |  |                           |                           |                           |                           |
|  | N2                       | Adirondack               | 4                        | 4                        |    |            |                     |                     |                     |                     |  |  |                           |                           |                           |                           |
|  | N2                       | Adirondack               | 4                        | 4                        | N1 | Sherbrooke | 3                   | 3                   |                     |                     |  |  |                           |                           |                           |                           |
|  |                          |                          |                          |                          | N1 | Sherbrooke | 3                   | 3                   |                     |                     |  |  |                           |                           |                           |                           |
|  |                          |                          | S1                       | Rochester                | 4  | 4          |                     |                     |                     |                     |  |  |                           |                           |                           |                           |
|  | S1                       | Rochester                | S1                       | Rochester                | 4  | 4          | 4                   | 4                   |                     |                     |  |  |                           |                           |                           |                           |
|  | S1                       | Rochester                |                          |                          |    |            |                     |                     |                     |                     |  |  |                           |                           |                           |                           |
|  | S4                       | Hershey                  | 1                        | 1                        |    |            |                     |                     |                     |                     |  |  |                           |                           |                           |                           |
|  | S4                       | Hershey                  | 1                        | 1                        | S1 | Rochester  | 4                   | 4                   |                     |                     |  |  |                           |                           |                           |                           |
|  |                          |                          |                          |                          | S1 | Rochester  | 4                   | 4                   |                     |                     |  |  |                           |                           |                           |                           |
|  |                          |                          | S2                       | Binghamton               | 2  | 2          |                     |                     |                     |                     |  |  |                           |                           |                           |                           |
|  | S3                       | New Haven                | S2                       | Binghamton               | 2  | 2          | 3                   | 3                   |                     |                     |  |  |                           |                           |                           |                           |
|  | S3                       | New Haven                |                          |                          |    |            |                     | 3                   |                     |                     |  |  |                           |                           |                           |                           |
|  | S2                       | Binghamton               | 4                        | 4                        |    |            |                     |                     |                     |                     |  |  |                           |                           |                           |                           |
|  | S2                       | Binghamton               | 4                        | 4                        |    |            |                     |                     |                     |                     |  |  |                           |                           |                           |                           |
|  |                          |                          |                          |                          |    |            |                     |                     |                     |                     |  |  |                           |                           |                           |                           |

## Trophées

### Trophées collectifs
| Coupe Calder : Vainqueurs des séries                        | Americans de Rochester  |
| Trophée F.-G.-« Teddy »-Oke : Champions de la division Nord | Canadiens de Sherbrooke |
| Trophée John-D.-Chick : Champions de la division Sud        | Americans de Rochester  |

### Trophées individuels
| Trophée Les-Cunningham : Meilleur joueur de la saison                                 | Tim Tookey (Bears de Hershey)              |
| Trophée John-B.-Sollenberger : Meilleur pointeur                                      | Tim Tookey (Bears de Hershey)              |
| Trophée Dudley-« Red »-Garrett : Meilleure recrue                                     | Brett Hull (Golden Flames de Moncton)      |
| Trophée Eddie-Shore : Meilleur défenseur de la saison                                 | Brad Shaw (Whalers de Binghamton)          |
| Trophée Aldege-« Baz »-Bastien : Meilleur gardien                                     | Mark Laforest (Red Wings de l'Adirondack)  |
| Trophée Harry-« Hap »-Holmes : Gardien(s) de l'équipe ayant encaissé le moins de buts | Vincent Riendeau (Canadiens de Sherbrooke) |
| Trophée Louis-A.-R.-Pieri : Meilleur entraîneur de la saison                          | Larry Pleau (Whalers de Binghamton)        |
| Trophée Fred-T.-Hunt : Joueur au meilleur esprit sportif'                             | Glenn Merkosky (Red Wings de l'Adirondack) |
| Trophée Jack-A.-Butterfield : Meilleur joueur des séries                              | David Fenyves (Americans de Rochester)     |